# Na’amat
Na'amat (Akronym für Naschim Owdot U'Mitnadwot (hebräisch נשים עובדות ומתנדבות), deutsch: „Angestellte und ehrenamtlich arbeitende Frauen“) ist eine israelische Frauenorganisation, die mit der Zionut sozialistit (hebräisch ציונות סוציאליסטית, deutsch: „Arbeiter Zionismus“) assoziiert ist. Na'amat wurde im Jahr 1921 gegründet und ist mit 800.000 Mitgliedern die größte Frauenbewegung in Israel. Die Organisation hat über 100 Zweigstellen weltweit. Im Jahr 2008 erhielt Na'amat den Israel-Preis.
Die Organisation hat sich erfolgreich für die Einführung eines Vaterschaftsurlaubs in Israel eingesetzt.